# Municipio de Lake Landing
El municipio de Lake Landing (en inglés: Lake Landing Township) es un municipio ubicado en el  condado de Hyde en el estado estadounidense de Carolina del Norte. En el año 2010 tenía una población de 1.784 habitantes.

## Geografía
El municipio de Lake Landing se encuentra ubicado en las coordenadas 35°29′14.62″N 76°1′25.67″O / 35.4873944, -76.0237972.